# Bernhard Schmid (Trompeter)
Bernhard Schmid (* 1940) ist ein Schweizer Trompeter und Musikpädagoge.

## Leben
Bernhard Schmid, aus einer aktiven Laienmusiker-Familie stammend, absolvierte zunächst eine Berufsausbildung zum Buchdrucker. Anschließend studierte er ab 1960 am Konservatorium Zürich bei unter anderem Louis Duquenoy und Henri Adelbrecht, beide Vertreter der eher französischen Schule. Das Studium schloss er 1965 mit dem Lehr- und Orchesterdiplom ab.
Es folgte von 1965 bis 1967 ein Engagement im Tonhalle-Orchester Zürich (Wechseltrompete Konzert- und Opernformation). Als Solo-Trompeter wirkte er von 1967 bis 1969 im Radio-Sinfonie-Orchester Frankfurt des Hessischen Rundfunks. Von 1969 bis 1971 war er stellvertretender Solo-Trompeter des Tonhalle-Orchesters Zürich. Danach kehrte er bis 1987 zum Hessischen Rundfunk als Solo-Trompeter zurück und war dort bis 2004 stellvertretender Solo-Trompeter. Von 1975 bis 1985 war er zudem Mitglied des Bach-Collegiums Stuttgart unter der Leitung von Helmuth Rilling.  
Schmid war von 1976 bis 1981 Initiator und Leiter des Frankfurter Blechbläser-Ensembles. Im Jahr 1982 war er Mitglied des Schweizerischen Festspielorchesters (Lucerne Festival). In den Jahren 1985/1986 gehörte Schmid zu den Gründungsmitgliedern von H R -BRASS und musizierte mit diesem Ensemble bis über das Jahr 2000 hinaus. 

## Lehrtätigkeiten
Schmid war von 1977 bis 1980 Dozent an der Musikhochschule des Saarlandes in Saarbrücken und lehrte von 1977 bis 2004 an der Musikhochschule Frankfurt am Main. 1987 erfolgte seine Ernennung zum Prof. h. c. Von 1981 bis 2006 unterrichtete er zudem am Dr. Hoch’s Konservatorium in Frankfurt und gab Meisterkurse in Deutschland,  Österreich und in der Schweiz.

## Diskografie
- Harald Feller, Bernhard Schmid: Festliches Barock (Bella Musica; 1995)
- Concerts for Trumpet & Organ. Werke von Purcell, Krebs, Neruda, Schilling. Mit Harald Feller, Orgel (aurophon; 2005)
- Die Frankfurter Blechbläsersolisten spielen konzertante Volkslieder. Mit den Frankfurter Blechbläsersolisten (Audite-Schallplatten; FSM 53413 aud)
- Bernhard Schmid, Imelda Blöchlinger: Festliche Trompeten- und Orgelmusik (Zurzacher Orgel) (Deutsche Austrophon; ART 85004)
- Alessandro Scarlatti: 12 sinfonie di concerto grosso (Thorofon ATH 120/121)